# Australasian Championships 1905
Die 1. Australasian Championships 1905 waren ein Tennis-Rasenplatzturnier der Klasse Grand Slam. Es fand vom 17. November bis 26. November 1905 in Melbourne, Australien statt.

## Herreneinzel
Rodney Heath gewann gegen  Arthur Curtis, mit 4:6, 6:3, 6:4, 6:4.

## Herrendoppel
Randolph Lycett und  Tom Tachell gewannen gegen  E.T. Barnard  und  B. Spence, mit 11:9, 8:6, 1:6, 4:6, 6:1.